# 中国残奥委员会
中国残奥委员会（IOC编码：CHN），简称中国残奥委会，是中华人民共和国的一个为肢体残障和视觉残障人士设立的全国性非盈利群众体育社会团体，也是代表中国的国家残疾人奥林匹克委员会，为国际残疾人奥林匹克委员会和亚洲残疾人奥林匹克委员会成员。其主管单位为中国残疾人联合会，并与中国残联体育部合署办公。现任主席为张海迪（中国残联主席兼任）。

## 简介
中国残奥委员会的前身为1983年成立的中国伤残人体育协会，次年即派出代表团参加了第7届夏季残奥会，并由女子跳远运动员平亚丽夺得了中国第一枚残奥金牌。1991年，协会更名为中国残疾人体育协会，2004年改为现名。自2004年雅典残奥会开始，中国代表团即长期位居夏季残奥会金牌榜首位。